# Internationale Filmfestspiele von Venedig 2014
Die 71. Internationalen Filmfestspiele von Venedig (italienisch 71. Mostra Internazionale d’Arte Cinematografica) fanden vom 27. August bis 6. September 2014 statt. Sie zählen neben der Berlinale und den Internationalen Filmfestspielen von Cannes zu den drei bedeutendsten A-Festivals der Welt.
Eröffnet wurden die Filmfestspiele mit Alejandro González Iñárritus Birdman, der auch im Wettbewerb um den Goldenen Löwen lief. Den Hauptpreis des Wettbewerbs gewann Roy Anderssons Film Eine Taube sitzt auf einem Zweig und denkt über das Leben nach. Bereits im Vorfeld als Gewinner standen die US-amerikanischen Filmemacher Thelma Schoonmaker und Frederick Wiseman fest, die mit dem Goldenen Löwen für das Lebenswerk ausgezeichnet wurden.
Die italienische Schauspielerin Luisa Ranieri wurde als Moderatorin für die Eröffnungs- und Abschlusszeremonie ausgewählt. Eine der Spielstätten der 71. Filmfestspiele von Venedig ist das neu restaurierte Palazzo del Cinema.

## Offizielle Sektionen

### Wettbewerb

#### Jury

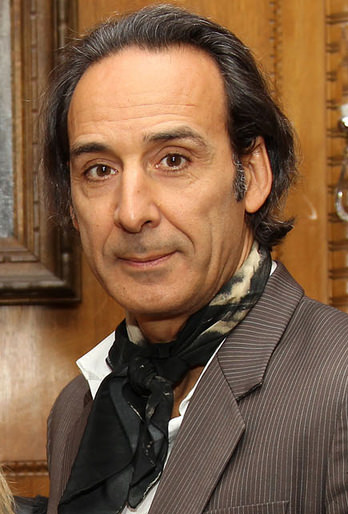
Alexandre Desplat, Jurypräsident

Als Nachfolger des letztjährigen Jurypräsidenten Bernardo Bertolucci wurde am 23. Juni 2014 der französische Filmkomponist Alexandre Desplat präsentiert. Es war das erste Mal, dass ein Filmkomponist den Juryvorsitz der Filmfestspiele innehatte. Desplat war zuvor Jurymitglied der Internationalen Filmfestspiele von Cannes 2010 gewesen. Wie in den Vorjahren standen dem Jurypräsidenten bei seiner Entscheidung Jurymitglieder zur Seite. Es handelte sich dabei überwiegend um Filmschaffende:
- Joan Chen, chinesische Schauspielerin und Regisseurin
- Philip Gröning, deutscher Regisseur (Spezialpreis der Jury 2013)
- Jessica Hausner, österreichische Regisseurin (Teilnehmerin am Wettbewerb 2009)
- Jhumpa Lahiri, indische Autorin
- Sandy Powell, britische Kostümbildnerin
- Tim Roth, britischer Schauspieler
- Elia Suleiman, palästinensischer Regisseur
- Carlo Verdone, italienischer Regisseur

#### Konkurrenten um den Goldenen Löwen
Die Filme, die im Wettbewerb um den Goldenen Löwen laufen, wurden am 24. Juli 2014 bekanntgegeben.
| Film | Regie                       | Land                                                              | Darsteller (Auswahl) |
| --- | --------------------------- | ----------------------------------------------------------------- | --- |
| 3 Herzen (3 cœurs) | Benoît Jacquot              | Frankreich                                                        | Benoît Poelvoorde, Charlotte Gainsbourg, Chiara Mastroianni, Catherine Deneuve                                                    |
| 99 Homes | Ramin Bahrani               | Vereinigte Staaten                                                | Andrew Garfield, Michael Shannon, Laura Dern, Noah Lomax                                                                          |
| Anime nere | Francesco Munzi             | Italien, Frankreich                                               | Marco Leonardi, Peppino Mazzotta, Fabrizio Ferracane, Anna Ferruzzo, Barbora Bobuľová                                             |
| Belyje notschi potschtaljona Alexeja Trjapizyna (Белые ночи почтальона Алексея Тряпицына) (The Postman’s White Nights) | Andrei Kontschalowski       | Russland                                                          | Alexei Trjapizyn, Irina Jermolowa, Timur Bondarenko                                                                               |
| Birdman oder (Die unverhoffte Macht der Ahnungslosigkeit)                                                              | Alejandro González Iñárritu | Vereinigte Staaten                                                | Michael Keaton, Zach Galifianakis, Edward Norton, Andrea Riseborough, Amy Ryan, Emma Stone, Naomi Watts                           |
| Chuangru zhe (野火) (Red Amnesia)                                                                                      | Wang Xiaoshuai              | Volksrepublik China                                               | Lü Zhong, Feng Yuanzheng, Amanda Qin, Qin Hao, Shi Liu                                                                            |
| The Cut | Fatih Akın                  | Deutschland, Frankreich, Italien, Russland, Kanada, Polen, Türkei | Tahar Rahim, Akin Gazi, Simon Abkarian, George Georgiou                                                                           |
| Le dernier coup de marteau                                                                                             | Alix Delaporte              | Frankreich                                                        | Romain Paul, Clotilde Hesme, Grégory Gadebois, Candela Peña, Tristán Ulloa                                                        |
| Eine Taube sitzt auf einem Zweig und denkt über das Leben nach (En duva satt på en gren och funderade på tillvaron)    | Roy Andersson               | Schweden, Deutschland, Norwegen, Frankreich                       | Holger Andersson, Nisse Vestblom                                                                                                  |
| Ghesseha (قصه‌ها) (Tales)                                                                                               | Rakshan Banietemad          | Iran                                                              | Fatemeh Motamedaria, Peiman Moadi, Baran Kosari, Farhad Aslani                                                                    |
| Il giovane favoloso | Mario Martone               | Italien                                                           | Elio Germano, Michele Riondino, Massimo Popolizio, Anna Mouglalis, Valerio Binasco, Isabella Ragonese                             |
| Good Kill – Tod aus der Luft (Good Kill)                                                                               | Andrew Niccol               | Vereinigte Staaten                                                | Ethan Hawke, Bruce Greenwood, January Jones, Zoë Kravitz, Jake Abel                                                               |
| Hungry Hearts | Saverio Costanzo            | Italien                                                           | Adam Driver, Alba Rohrwacher, Roberta Maxwell                                                                                     |
| Den Menschen so fern (Loin des hommes)                                                                                 | David Oelhoffen             | Frankreich                                                        | Viggo Mortensen, Reda Kateb |
| The Look of Silence | Joshua Oppenheimer          | Dänemark, Finnland, Indonesien, Norwegen, Vereinigtes Königreich  | Dokumentarfilm |
| Manglehorn | David Gordon Green          | Vereinigte Staaten                                                | Al Pacino, Holly Hunter, Harmony Korine, Chris Messina                                                                            |
| Nobi (野火) (Fires on the Plain)                                                                                       | Shinya Tsukamoto            | Japan                                                             | Shinya Tsukamoto, Yusaku Mori, Yuko Nakamura, Tatsuya Nakamura, Lily Franky                                                       |
| Pasolini | Abel Ferrara                | Frankreich, Belgien, Italien                                      | Willem Dafoe, Riccardo Scamarcio, Ninetto Davoli, Valerio Mastandrea, Maria de Medeiros, Adriana Asti, Salvatore Ruocco           |
| La rançon de la gloire                                                                                                 | Xavier Beauvois             | Frankreich, Belgien, Schweiz                                      | Benoît Poelvoorde, Roschdy Zem, Séli Gmach, Chiara Mastroianni, Nadine Labaki                                                     |
| Sivas | Kaan Müjdeci                | Türkei, Deutschland                                               | Dogan Izci, Çakir, Ozan Çelik, Muttalip Müjdeci, Ezgi Ergin, Hasan Özdemir, Furkan Uyar, Okan Avci, Hasan Yazilitas, Banu Fotocan |

### Außerhalb des Wettbewerbs
| Film                    | Regie | Land                                       |
| ----------------------- | --- | ------------------------------------------ |
| The Boxtrolls           | Anthony Stacchi, Graham Annable | Vereinigte Staaten                         |
| Burying the Ex          | Joe Dante | Vereinigte Staaten                         |
| 親愛的 Dearest          | Peter Ho-sun Chan | Hongkong, China                            |
| Un giorno da italiani   | Gabriele Salvatores | Italien, Vereinigtes Königreich            |
| 黃金時代 The Golden Era | Ann Hui | China, Hongkong                            |
| The Humbling            | Barry Levinson | Vereinigte Staaten                         |
| Im Keller               | Ulrich Seidl | Österreich                                 |
| 화장 Make-Up            | Im Kwon-taek | Südkorea                                   |
| Nymphomaniac Volume II  | Lars von Trier | Dänemark, Deutschland, Frankreich, Belgien |
| O velho do restelo      | Manoel de Oliveira | Portugal, Frankreich                       |
| Olive Kitteridge        | Lisa Cholodenko | Vereinigte Staaten                         |
| Perez.                  | Edoardo De Angelis | Italien                                    |
| Broadway Therapy        | Peter Bogdanovich | Vereinigte Staaten                         |
| The Sound and the Fury  | James Franco | Vereinigte Staaten                         |
| La trattativa           | Sabina Guzzanti | Italien                                    |
| Tsili                   | Amos Gitai | Israel, Russland, Italien, Frankreich      |
| Words with Gods         | Guillermo Arriaga, Emir Kusturica, Amos Gitai, Mira Nair, Warwick Thornton, Héctor Babenco, Bahman Ghobai, Hideo Nakata, Álex de la Iglesia | Mexiko, Vereinigte Staaten                 |
| La zuppa del demonio    | Davide Ferrario | Italien                                    |

### Orizzonti

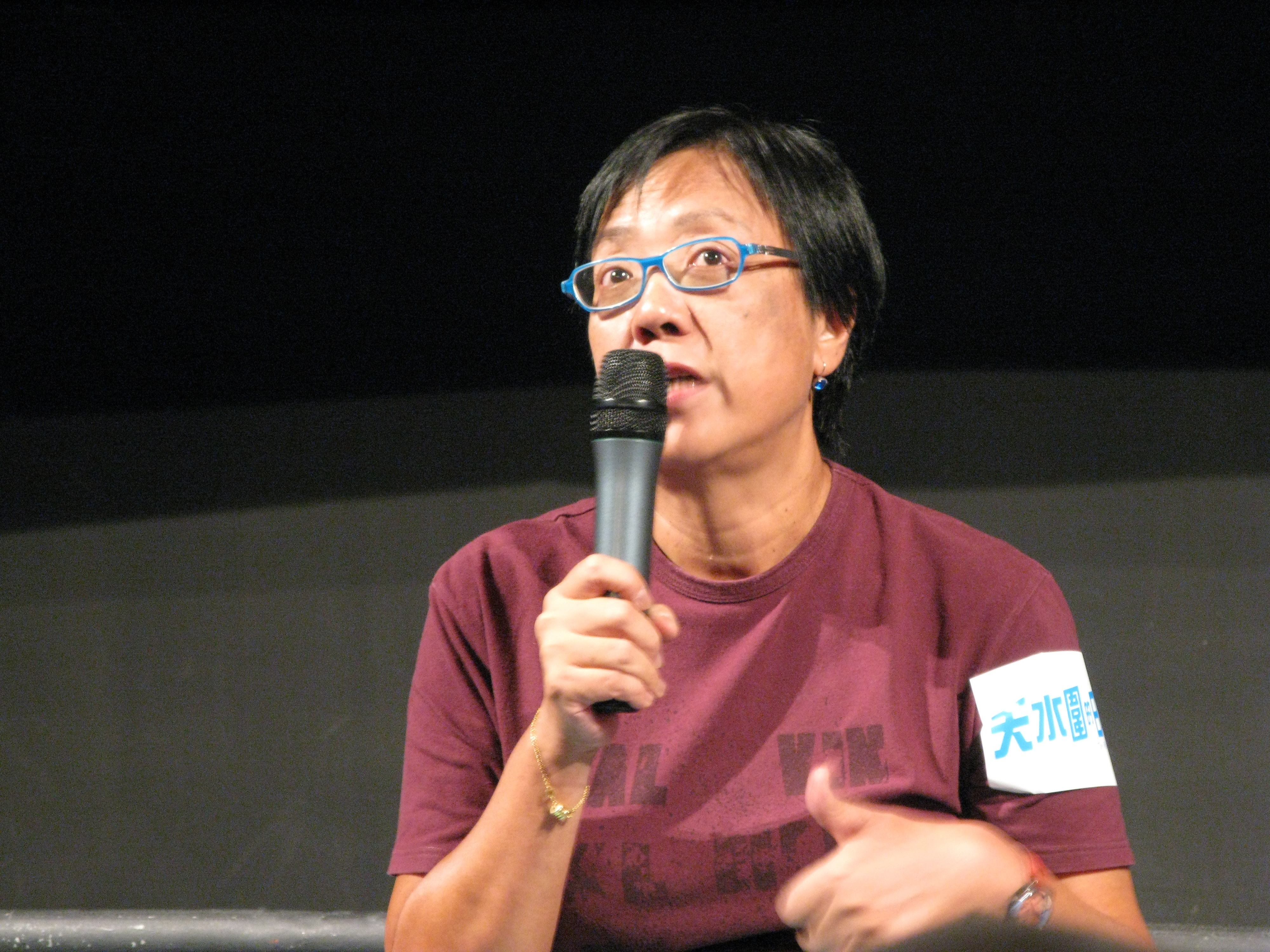
Ann Hui, Juryvorsitzende der Sektion Orizzonti

Die Sektion Orizzonti (dt.: Horizonte) widmet sich neuen Trends im internationalen Film und stellt vor allem unkonventionelle Filme vor, darunter Spiel-, Dokumentar- und Experimentalfilme. Es wurden sowohl Kurz- als auch Langfilme akzeptiert. Den Vorsitz der internationalen Jury hatte die chinesische Regisseurin Ann Hui inne. Ihr zur Seite standen folgende Jurymitglieder:
- Moran Atias, israelische Schauspielerin
- Pernilla August, schwedische Schauspielerin und Regisseurin
- David Chase, US-amerikanischer Drehbuchautor und Regisseur
- Mahamat-Saleh Haroun, Regisseur aus dem Tschad
- Roberto Minervini, italienischer Regisseur
- Alin Tasciyan, türkischer Filmkritiker

Langfilme
| Filmtitel                                          | Regie                           | Land                                                                   | Darsteller (Auswahl)                                                                                              |
| -------------------------------------------------- | ------------------------------- | ---------------------------------------------------------------------- | --- |
| Belluscone – Warum die Italiener Berlusconi lieben | Franco Maresco                  | Italien                                                                | Ciccio Mira, Salvatore De Castro, Vittorio Ricciardi, Tatti Sanguineti, Salvatore Ficarra, Valentino Picone       |
| Bypass                                             | Duane Hopkins                   | Vereinigtes Königreich                                                 | George MacKay, Benjamin Dilloway, Charlotte Spencer                                                               |
| Court                                              | Chaitanya Tamhane               | Indien                                                                 | Vira Sathidar, Vivek Gomber, Geetanjali Kulkarni                                                                  |
| Cymbeline                                          | Michael Almereyda               | Vereinigte Staaten                                                     | Milla Jovovich, Ed Harris, Dakota Johnson, Penn Badgley, Anton Yelchin, Ethan Hawke, John Leguizamo, Bill Pullman |
| Heaven Knows What                                  | Josh Safdie Ben Safdie          | Vereinigte Staaten, Frankreich                                         | Arielle Holmes, Caleb Landry Jones, Buddy Duress                                                                  |
| Ich seh Ich seh (Goodnight Mommy)                  | Veronika Franz Severin Fiala    | Österreich                                                             | Susanne Wuest, Elias Schwarz, Lukas Schwarz                                                                       |
| Jackie & Ryan                                      | Ami Canaan Mann                 | Vereinigte Staaten                                                     | Katherine Heigl, Ben Barnes, Emily Alyn Lind, Clea DuVall, Ryan Bingham, Sheryl Lee                               |
| Jayueui onduk (자유의 언덕) (Hill of Freedom)      | Hong Sangsoo                    | Südkorea                                                               | Ryō Kase, Moon So-ri, Younghwa Seo, Kim Euisung                                                                   |
| Kreditlinie (Kreditis limiti)                      | Salomé Alexi                    | Georgien, Deutschland, Frankreich                                      | Nino Kasradze, Zanda Ioseliani, Ana Kacheishvili                                                                  |
| Nabat                                              | Elchin Musaoglu                 | Aserbaidschan                                                          | Fatemeh Motamed Arya, Vidadi Aliyev, Sabir Mamadov, Farhad Israfilov                                              |
| Near Death Experience                              | Benoît Delépine Gustave Kervern | Frankreich                                                             | Michel Houellebecq                                                                                                |
| Takva su pravila (These are the Rules)             | Ognjen Svilicic                 | Kroatien, Frankreich, Serbien, Mazedonien                              | Emir Hadzihafizbegovic, Jasna Zalica, Hrvoje Vladisavljevic                                                       |
| The President                                      | Mohsen Makhmalbaf               | Georgien, Frankreich, Vereinigtes Königreich, Deutschland              | Misha Gomiashvili, Dachi Orvelashvili                                                                             |
| Reality                                            | Quentin Dupieux                 | Frankreich, Belgien                                                    | Alain Chabat, Jonathan Lambert, Élodie Bouchez, Kyla Kenedy                                                       |
| Senza nessuna pietà                                | Michele Alhaique                | Italien                                                                | Pierfrancesco Favino, Greta Scarano, Claudio Gioè, Adriano Giannini, Ninetto Davoli                               |
| Theeb                                              | Naji Abu Nowar                  | Jordanien, Vereinigte Arabische Emirate, Katar, Vereinigtes Königreich | Jacir Eid, Hassan Mutlag, Hussein Salameh, Marji Audeh, Jack Fox                                                  |
| La vita oscena                                     | Renato De Maria                 | Italien                                                                | Isabella Ferrari, Clément Métayer, Roberto De Francesco                                                           |

Außer Konkurrenz
- Io sto con la sposa (Dokumentarfilm) – Regie: Antonio Augugliaro, Gabriele Del Grande, Khaled Soliman, Al Nassiry (Italien, Palästinensische Autonomiegebiete)

Kurzfilme
| Filmtitel                         | Regie                    | Land                                         | Laufzeit (min) |
| --------------------------------- | ------------------------ | -------------------------------------------- | -------------- |
| 3/105                             | Avelina Prat Diego Opazo | Spanien                                      | 6’             |
| Arta (Art)                        | Adrian Sitaru            | Rumänien                                     | 19’            |
| La bambina (Bache)                | Ali Asgari-Asgari        | Italien, Iran                                | 15’            |
| Cams                              | Carl-Johan Westregård    | Schweden                                     | 13’            |
| Castillo y el Armado              | Pedro Harres             | Brasilien                                    | 13’            |
| Da shu (Great Heat)               | Chen Tao                 | Volksrepublik China                          | 13’            |
| Era Apocrypha                     | Brendan Sweeny           | Vereinigte Staaten                           | 21’            |
| Ferdinand Knapp                   | Andrea Baldini           | Frankreich                                   | 15’            |
| Fi Al Waqt Al Dae'a (In Overtime) | Rami Yasin               | Jordanien, Palästinensische Autonomiegebiete | 13’            |
| Mademoiselle                      | Guillaume Gouix          | Frankreich                                   | 17’            |
| Maryam                            | Sidi Saleh               | Indonesien                                   | 17’            |
| Pat-Lehem (Daily Bread)           | Idan Hubel               | Israel                                       | 18’            |

Außer Konkurrenz
- L’attesa del Maggio – Regie: Simone Massi (Italien; 8 min)
- Lift You Up – Regie: Ramin Bahrani (Vereinigte Staaten; 8 min)

### Venezia Classici
Die Reihe Venezia Classici präsentiert restaurierte Spiel-, Kurz- und Dokumentarfilme.

#### Spielfilme
- Die Audienz (L’udienza) – Regie: Marco Ferreri (Italien, 1971)
- China ist nahe (La Cina è vicina) – Regie: Marco Bellocchio (Italien, 1967)
- Die eiserne Maske (The Iron Mask) – Regie: Allan Dwan (Vereinigte Staaten, 1929)
- Ein besonderer Tag (Una giornata particolare) – Regie: Ettore Scola (Italien/Frankreich, 1977)
- Geraubte Küsse (Baisers volés) – Regie: François Truffaut (Frankreich, 1968)
- Hoffmanns Erzählungen (The Tales of Hoffman) – Regie: Michael Powell und Emeric Pressburger (Vereinigtes Königreich, 1951)
- Ilyas' Schwiegertochter (Gelin bzw.  The Bride) – Regie: Ömer Lütfi Akad (Türkei, 1973)
- Kanojo dake ga shitteiru (Only She Knows) – Regie: Osamu Takahashi (Japan, 1960)
- Macbeth – Regie: Roman Polański (Vereinigtes Königreich/Vereinigte Staaten, 1971)
- Maciste alpino – Regie: Luigi Maggi und Luigi Romano Borgnetto (Italien, 1916)
- Der Mann aus Laramie (The Man from Laramie) – Regie: Anthony Mann (Vereinigte Staaten, 1955)
- Mouchette – Regie: Robert Bresson (Frankreich, 1967)
- Ohne Ende (Bez końca) – Regie: Krzysztof Kieślowski (Polen, 1985)
- Ohne Gnade (Senza pietà) – Regie: Alberto Lattuada (Italien, 1948)
- Schloß des Schreckens (The Innocents) – Regie: Jack Clayton (Vereinigtes Königreich, 1961)
- Schwere Jungs – leichte Mädchen (Guys and Dolls) – Regie: Joseph L. Mankiewicz (Vereinigte Staaten, 1956)
- Todo modo – Regie: Elio Petri (Italien, 1976)
- Umberto D. – Regie: Vittorio De Sica (Italien, 1952)
- Zwischenlandung in Moskau (Я шагаю по Москве) – Regie: Giorgi Danelia (Sowjetunion, 1963)

#### Kurzfilme
- L’amour existe (Love exists) – Regie: Maurice Pialat (Frankreich, 1961)
- Arlecchino – Regie: Giuliano Montaldo (Italien, 1983)
- L’avventura di un soldato (The Adventure of a Soldier) – Regie: Nino Manfredi (Italien, 1962; Segment aus Erotica)

#### Dokumentarfilme
- Altman – Regie: Ron Mann (Kanada)
- Animata resistenza – Regie: Francesco Montagner und Alberto Girotto (Italien)
- Donne nel mito. Sophia racconta la Loren (Great Women. Sophia on Loren) – Regie: Marco Spagnoli (Italien)
- Gian Luigi Rondi: Vita, Cinema, Passione – Regie: Giorgio Treves (Italien)
- Giulio Andreotti. Il cinema visto da vicino – Regie: Tatti Sanguineti (Italien)
- Guangyin de Gushi – Taiwan Xin Dianying (Flowers of Taipei – Taiwan New Cinema) – Regie: Chinlin Hsieh (Taiwan)
- Mise en scène with Arthur Penn (a conversation) – Regie: Amir Naderi (Vereinigte Staaten)
- One Day Since Yesterday: Peter Bogdanovich & the Lost American Film – Regie: Bill Teck (Vereinigte Staaten)
- Poltrone Rosse. Parma e il Cinema (Red Chairs. Parma and the Cinema) – Regie: Francesco Barilli (Italien)
- Von Caligari zu Hitler (From Caligari to Hitler) – Regie: Rüdiger Suchsland (Deutschland)

## Unabhängige Filmreihen

### Internationale Kritikerwoche
Auf der Internationalen Kritikerwoche (Settimana Internazionale della Critica – SIC) wurden sieben Debütwerke junger Regisseure vorgestellt. Hinzu kam der iranische Eröffnungsfilm Melbourne von Nima Javidi sowie der italienische Film Arance e martello von Diego Bianchi, der die Kritikerwoche beschloss.
- Villa Touma von Suha Arraf
- Terre battue von Stéphane Demoustier (Frankreich, Belgien)
- Dap cánh giua không trung von Nguyên Hoàng Diêp (Vietnam, Frankreich, Norwegen, Deutschland)
- Dancing With Maria von Ivan Gergolet (Italien, Argentinien, Slowenien)
- Zerrumpelt Herz von Timm Kröger (Deutschland)
- Niemandskind (Ničije dete) von Vuk Ršumović (Serbien)
- Binguan von Yukun Xin (China)

### Giornate degli Autori – Venice Days
Die von der Associazione Nazionale Autori Cinematografici (ANAC) mit der Associazione Autori e Produttori Indipendenti (API) vorbereitete Nebenreihe Giornate degli Autori – Venice Days präsentierte italienische und internationale Spiel- und Dokumentarfilme. Messi von Álex de la Iglesia beschloss die Nebenreihe.
- El cinco de Talleres von Adrián Biniezl (Argentinien)
- Retour à Ithaque von Laurent Cantet (Frankreich, Belgien)
- Before I Disappear von Shawn Christensen (Vereinigte Staaten, Vereinigtes Königreich)
- The Smell of Us von Larry Clark (Frankreich)
- I nostri ragazzi von Ivano de Matteo (Italien)
- The Show Must Go On von Rä di Martino (Italien)
- Les nuits d’été von Mario Fanfani (Frankreich)
- Patria von Felice Farina (Italien)
- Métamorphoses von Christophe Honoré (Frankreich)

## Auszeichnungen

### Hauptpreise
Übersicht über die während des Festivals vergebenen Preise:
- Goldener Löwe: Eine Taube sitzt auf einem Zweig und denkt über das Leben nach, Regie: Roy Andersson
- Silberner Löwe – Beste Regie: Andrei Michalkow-Kontschalowski
- Spezialpreis der Jury: Sivas, Regie: Kaan Müjdeci
- Großer Preis der Jury: The Look of Silence (Joshua Oppenheimer)
- Coppa Volpi – Bester Darsteller: Adam Driver (Hungry Hearts)
- Coppa Volpi – Beste Darstellerin: Alba Rohrwacher (Hungry Hearts)
- Marcello-Mastroianni-Preis: Romain Paul (Le dernier coup de marteau)
- Bestes Drehbuch: Rakshan Banietemad (Ghesseha)
- Goldener Löwe für sein Lebenswerk: Thelma Schoonmaker, Frederick Wiseman

### Weitere Auszeichnungen (Auswahl)
- Preis „Luigi di Laurentiis“ für das beste Filmdebüt: Chaitanya Tamhane (Court)
- Jaeger-LeCoultre Glory to the Filmmaker Award: James Franco[8]
- Persol Tribute to Visionary Talent Award: Frances McDormand[9]
- L’Oréal Paris per il Cinema Award: Valentina Corti